# Béli
Der Béli (Aussprache [beˈliː]) ist ein Fluss in Westafrika.

## Verlauf
Der Fluss entspringt in Mali und fließt durch Burkina Faso und Niger. Er ist etwa 140 Kilometer lang und führt nur etwa vier bis sechs Monate im Jahr Wasser. Während dieser Zeit ist er jedoch sehr bedeutend für die lokale Bevölkerung und die Viehwirtschaft. Am Ufer des Béli liegen die Siedlungen Fadar-Fadar und Tin-Akoff.
Er ist ein Nebenfluss des wasserreicheren Gorouol. In manchen Quellen wird auch der längere Béli als Hauptfluss bezeichnet und der Gorouol als dessen Nebenfluss.